# Wham Rap! (Enjoy What You Do)
«Wham Rap! (Enjoy What You Do)» es el primer sencillo del dúo inglés de pop Wham! lanzado en 1982 por la discográfica Innervision Records.  Fue escrito por los miembros de Wham!, George Michael y Andrew Ridgeley.
La canción, que había sido tentativamente lanzada en 1982, cuando Wham! era una banda desconocida, no consiguió ningún impacto. Más tarde fue reeditado en enero de 1983 después de que el dúo lograra reconocimiento con "Young Guns (Go For It!)".
Aunque el rap era todavía un fenómeno casi exclusivamente estadounidense en la década de 1980, el título de la canción no miente. George rapeó, como el título lo indica, una serie de versos sobre las alegrías de vivir todos los días al máximo, disfrutando con el desempleo y celebrando la ayuda del Department of Health and Social Security, (Departamento de Salud y Seguridad Social británico). Las iniciales "DHSS" se cantan repetidamente. La canción, explícitamente política, hablaba del "derecho al trabajo" en ese momento. El coro hacía la pregunta "¿Disfrutas lo que haces?" ("Do you enjoy what you do?"), que llevó a la sección entre corchetes del título. 
El video musical fue filmado en Londres en febrero de 1983 después de que el sencillo fuera reeditado. El video muestra a George y Andrew Ridgeley como dos jóvenes desempleados que pasaban su tiempo enseñándose mutuamente cómo vivir su vida mientras deambulaban por las calles de Londres. Visten chaquetas de cuero, que combina su imagen cambiante con una coreografía brillante y efervescente.
Wham Rap! (Enjoy What Do You) (la versión completa de casi siete minutos de duración) alcanzó el puesto número 8 en el UK Singles Chart. Llegó al top 20 en varios países como Australia, Alemania, Irlanda y Bélgica. En 1986 el lado B de su sencillo The Edge of Heaven tiene una versión actualizada de la canción, titulada "Wham! Rap 86".

## Lista de canciones

### Lanzamiento de 1982

#### sencillo 7"Innervision / IVL A2442 (UK)
1. «Wham Rap!» (7" versión) -  3:30
2. «Wham Rap!» (Club Mix)-  4:02

#### maxi 12"Innervision / IVLA 13 2442 (UK)
1. «Wham Rap!» (Social Mix) -  6:46
2. «Wham Rap!» (Unsocial Mix) -  6:36

- La etiqueta muestra el Lado A como la "Social Mix" pero reproduce la "Unsocial Mix" y viceversa.

### Relanzamiento de 1983

#### sencillo 7"Innervision / IVL A 2442 (UK)
1. «Wham Rap! (Enjoy What You Do)» (Special U.S. Remix Part 1) -  3:30
2. «Wham Rap! (Enjoy What You Do)» (Special U.S. Re-Mix Part 2) -  3:03

- Part 1 aka Special US Re-mix
- Part 2 aka Special Club Re-Mix

#### maxi 12"Innervision / IVL A 13 2442 (UK)
1. «Wham Rap! (Enjoy What You Do)» (Special US Re-mix)-  6:43
2. «Wham Rap! (Enjoy What You Do)» (Special Club Re-mix) -  3:34

## Posicionamiento en listas
| Lista(1986)                           | Máxima posición |
| ------------------------------------- | --------------- |
| Australia (Kent Music Report)         | 9               |
| Bélgica (Flandes) (Ultratop 50)       | 12              |
| Países Bajos (Mega Single Top 100)    | 9               |
| Alemania (Offizielle Deutsche Charts) | 17              |
| Irlanda (IRMA)                        | 13              |
| Nueva Zelanda (Recorded Music NZ)     | 18              |
| Reino Unido (UK Singles Chart)        | 8               |